# Grup al·lil

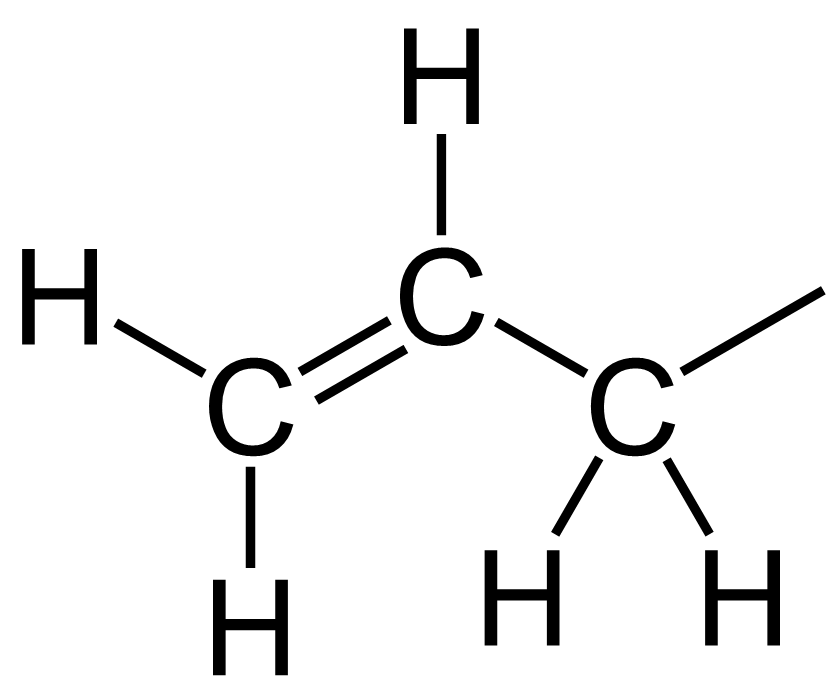
Estructura del grup al·lil

Un grup al·lil és un grup substituent emprat en nomenclatura de química orgànica de fórmula {\displaystyle {\ce {CH2=CH-CH2 -}}}.
El mot «al·lil» és compost de «al» que prové del mot llatí allium, 'all' i de la terminació «–il» usada en nomenclatura orgànica pels grups substituents. El 1844, el químic austríac Theodor Wertheim (1820–1864) aïllà un compost amb el grup al·lil a partir de l'extracte d'all i l'anomenà Schwefelallyl.